# Chalcoscirtus fulvus
Chalcoscirtus fulvus là một loài nhện trong họ Salticidae.
Loài này thuộc chi Chalcoscirtus. Chalcoscirtus fulvus được Kendo Saito miêu tả năm 1939.